# سيرج فيريرا
سيرج فيريرا (بالفرنسية: Serge Ferreira)‏ هو القافز بالزانة فرنسي، ولد في 11 أغسطس 1959.

## وصلات خارجية
- سيرج فيريرا على موقع الاتحاد الدولي لألعاب القوى (الإنجليزية)
- سيرج فيريرا على موقع الاتحاد الفرنسي لألعاب القوى (الفرنسية)
- سيرج فيريرا على موقع أوليمبيديا (الإنجليزية)